# Déborah Rosenkranz
Déborah Rosenkranz (* 18. März 1983) ist eine christliche deutsch-französische Sängerin, Songwriterin und Buchautorin.

## Leben
Déborah Rosenkranz wuchs zusammen mit drei Brüdern in einer gläubigen Familie in Weil am Rhein auf. Ihre Mutter ist Französin, ihr Vater Daniel Rosenkranz Deutscher und war bis 2008 Pastor in der Freien Christengemeinde Stockach.
Mit 12 Jahren gründete sie ihre erste eigene Band Mercy Seat und tourte mit The Young Continentals bei deren „North Tour“ durch Europa. Zeitgleich begann bei ihr eine schwere Essstörung, die sieben Jahre ihres Lebens beeinflusste. Mit Hilfe ihrer Eltern und ihres Glaubens überwand sie diese Krankheit.
1998 begann sie beim Baseler Luftfahrtunternehmen Crossair eine Ausbildung zur Flugbegleiterin. Im Anschluss arbeitete sie von 2000 bis 2001 für die Swiss International Air Lines. Mit 21 studierte sie für ein Jahr Musik am Hillsong International Leadership College in Sydney, Australien.
Zurück in Deutschland kehrte sie in ihren Job als Flugbegleiterin beim Bregenzer Luftfahrtunternehmen InterSky zurück und überraschte Fluggäste mit ihren spontanen Gesangseinlagen. Auf einer Veranstaltung zur Wahl der Miss InterSky durfte „die singende Flugbegleiterin“ auftreten und erhielt noch am selben Abend einen Plattenvertrag angeboten, den sie aber nicht unterzeichnete. Auch bei der zweiten Wahl zur Miss InterSky trat sie auf.
Im Jahr 2008 nahm Rosenkranz ihre erste Single Flying Above auf. Deren Vorstellung in Stefan Raabs TV-Sendung TV Total brachte ihr den Durchbruch in das Musikbusiness. Die Single wurde 2008 in über 300 Musikportalen zur Verfügung gestellt. Rosenkranz gab ihren Job als Flugbegleiterin auf und widmete sich fortan ihrer Musikkarriere. Ihr Produzent der ersten Stunde war Daniel Platisa von Q-Lab, der unter anderem die No Angels produzierte.
Im Juli 2010 sang sie für den US-Fernsehsender Christian Broadcasting Network (CBN) den Titelsong Distant Dream für das amerikanische Wohltätigkeitsprojekt „Orphans Promise“ ein. Der Fernsehsender beschloss daraufhin, die Karriere der Sängerin in den USA zu unterstützen. Es folgte die Aufnahme des Albums Cool Worship, das in Brasilien sowie in den USA veröffentlicht wurde. Im Januar 2011 wurde dieses Album auch in Deutschland, Österreich und der Schweiz veröffentlicht.
Im Herbst 2010 entdeckte der vierfache Grammy-Awards-Gewinner Israel Houghton aus Houston Déborah Rosenkranz und unterstützte ihr erstes offizielles Soloalbum Powerful. Dabei entstand auch der Titelsong Powerful, welchen Rosenkranz und Israel Houghton gemeinsam geschrieben haben. In diesem Song spricht Rosenkranz über eigene traumatische Erfahrungen und Lebenskrisen.
2011 verfasste sie ihr erstes Buch So schwer, sich leicht zu fühlen, in dem sie autobiografisch die Erfahrungen mit ihrer Essstörung und Erkenntnisse daraus weitergibt.
Für das Projekt Power2Be Bethanien erhielt Déborah Rosenkranz 2016 den „Emotion Award“ für soziale Werte.
Mit dem Song Brauche ich dich aus ihrem ersten deutschsprachigen Album wollte sie nach eigener Aussage Hoffnung, Kraft und Mut in die Welt bringen.

## Soziales Engagement
Power2Be Bethanien
Déborah Rosenkranz hat ein therapeutisches Wohnheim für Frauen mit Essstörungen, das Power2Be Bethanien, mitinitiiert.
DFB-Stiftung Sepp Herberger
Mit der Sepp-Herberger-Stiftung des DFB und dem Projekt „Anstoß für ein neues Leben“ geht sie in Schulen und Justizvollzugsanstalten, um Präventionsvorträge zu halten.
Compassion
Déborah Rosenkranz ist Botschafterin des Kinderhilfswerks Compassion International und fliegt für das Projekt ihres Vaters Passion for Africa regelmäßig nach Ouagadougou/Burkina Faso, um dort den Ärmsten der Armen zu helfen und für sie aufzutreten.
Ein Wunder für jeden Tag
Rosenkranz ist die Autorin des erbaulichen Angebots Ein Wunder für jeden Tag, mit dem sie täglich Ermutigungen per E-Mail und Audio gibt.

## Bibliografie
- So schwer sich leicht zu fühlen. adeo Verlag, Aßlar 2011, ISBN 978-3-942208-30-7.
- Schwerelos. Gerth Medien, Aßlar 2017, ISBN 978-3-95734-215-7.
- Stärker denn je. Gerth Medien, Aßlar 2018, ISBN 978-3-95734-524-0.
- Sei es Dir wert. Gerth Medien, Aßlar 2020, ISBN 978-3-95734-634-6.
- Ja zu dir. Gerth Medien, Aßlar 2021, ISBN 978-3-95734-716-9.
- Ein Wunder für jeden Tag – Mein kreativer Jahresbegleiter. Gerth Medien, Aßlar 2022, ISBN 978-3-95734-873-9.
- Körpergold. Wie du deinem Gewicht das Gewicht nimmst und deinem Leben mehr Leben gibst. Gerth Medien, Aßlar 2023, ISBN 978-3-95734-874-6.
- Ein Gebet für jeden Tag: Dein Begleiter durch ein WUNDERvolles Jahr. Gerth Medien, Aßlar 2024, ISBN 978-3986950712[26]

## Diskografie
| Jahr | Titel                          | Label                     |
| ---- | ------------------------------ | ------------------------- |
| 2008 | Xmas Edition                   | OMD International         |
| 2010 | Cool Worship                   | 3:16 Media                |
| 2012 | Beautiful, Wonderful, Powerful | Nicy Music - Gerth Medien |
| 2014 | You Are Loved                  | JULY RECORDS              |
| 2018 | WILDHEART                      | JULY RECORDS              |
| 2020 | Liebe ist lauter               | Gerth Medien GmbH         |